# Fort Stewart
Fort Stewart è un census-designated place (CDP) e sito militare della United States Army negli Stati Uniti d'America, situato nello stato della Georgia, diviso tra la contea di Liberty e la contea di Bryan.